# Ilie Matei
Ilie Matei (Râșca, 11 luglio 1960) è un ex lottatore rumeno, specializzato nella lotta greco-romana.

## Palmarès

### Olimpiadi
- 1 medaglia:
  - 1 argento (Los Angeles 1984 nei pesi medio-massimi)

### Europei
- 3 medaglie:
  - 1 argento (Lipsia 1984 nei -90 kg)
  - 2 bronzi (Budapest 1983 nei -90 kg; Il Pireo 1985 nei -90 kg)